# Línia 12 del metro de París
La línia 12 del metro de París és una de les setze línies del metro de París. Creua tota la ciutat de nord a sud-oest i connecta l'estació de Porte de la Chapelle, al nord de París, amb l'estació Mairie d'Issy, a Issy-les-Moulineaux al sud-oest.
Una antiga línia de la societat Nord-Sud va obrir el 1910 i després es va integrar en la xarxa de Compagnie du chemin de fer métropolitain de Paris (CMP). És una de les tres primeres línies que es van posar en servei als suburbis de París i actualment està situada en l'onzena posició pel que fa al trànsit de passatgers, transportant 72 milions de viatgers l'any.

## Història

### Cronologia
- 28 de desembre de 1901: concessió d'una línia entre Montmartre i Montparnasse.
- 5 de novembre de 1910: inauguració del tram Porte de Versailles - Notre-Dame-de-Lorette de la línia A de la companyia Nord-Sud.
- 8 d'abril de 1911: perllongament cap al nord fins a Pigalle.
- 30 d'octubre de 1912: perllongament fins Jules Joffrin.
- 23 d'agost de 1916: ampliación fins a Porte de la Chapelle.
- 1 de gener de 1930: absorció de la Companyia Nord-Sud per part de CMP.
- 24 de març de 1934: obertura del nou tram fins a Mairie d'Issy.
- 30 d'agost de 2000: descarrilament, com a conseqüència d'un excés de velocitat porta a la caiguda d'un cotxe a l'estació de Notre-Dame-de-Lorette i va causar 24 ferits.